# روزنفلد (بادن-وورتمبرگ)
Rosenfeld is a town in the تسولرنالبکرایس district, in بادن-وورتمبرگ، آلمان. It is situated 10 km west of بالینگن.
شهر روزنفلد (به آلمانی: Rosenfeld) در ایالت بادن-وورتمبرگ در کشور آلمان واقع شده‌است.